# Prijs van de Amsterdamse Kinderjury
De Prijs van de Amsterdamse Kinderjury was een Nederlandse literatuurprijs. Anders dan bij bijvoorbeeld de Gouden Griffel werd de winnaar niet bepaald door een vakjury, maar door kinderen uit Amsterdam, die hun voorkeur middels een formulier konden doorgeven.

## Winnaars
Onderstaande lijst is onvolledig.
- 1970 - De tuinen van Dorr (Paul Biegel)
- 1971 - De mare van de witte toren (Alet Schouten)
- 1972 - De vleugels van Wouter Pannekoek (Anke de Vries)